# Eunidia fuscomarmorata
Eunidia fuscomarmorata är en skalbaggsart som beskrevs av Stefan von Breuning 1962. Eunidia fuscomarmorata ingår i släktet Eunidia och familjen långhorningar.
Artens utbredningsområde är Kenya. Inga underarter finns listade i Catalogue of Life.